# Julien Bessonneau (homme politique)
Pour les articles homonymes, voir Julien Bessonneau et Bessonneau.
Julien Bessonneau (fils) (1880-1960) fut un député du Maine-et-Loire et industriel angevin.

## Biographie
Julien Bessonneau est né le 13 mai 1880 dans le 8e arrondissement de Paris. Il est le fils adoptif de Julien Bessonneau, industriel et fondateur des Établissements Bessonneau.
En 1916, le 4 août, Julien Bessonneau père se tue accidentellement. Son empire industriel passe en succession à son fils Julien Bessonneau, homonyme du père, surnommé depuis Julien Bessonneau fils.
Julien Bessonneau fils fait prospérer l'entreprise familiale. Le Ministère de la Guerre commande des milliers de toiles de tente Bessonneau pour ses aérodromes militaires et ses hôpitaux de campagne.
En août 1918, une société en nom collectif, Anjou-Aéronautique, est créée entre Julien Bessonneau fils, l'industriel Marcel Dassault, l'ingénieur Henry Potez, et le fabricant parisien de papier-peint René Lévy-Finger.
En 1919, il est élu député du Maine-et-Loire le 16 novembre 1919 jusqu'au 31 mai 1924. Il est inscrit parmi les membres de l'Action républicaine et sociale.
Le 27 décembre 1919 est inaugurée la nouvelle usine de Montrejeau. On y admire toutes les installations de la tréfilerie d'acier, de la câblerie et des ateliers de bois. L'entreprise, dopée par les commandes de la Première Guerre mondiale, est au faîte de la gloire.
En 1920, l'établissement Bessonneau emploiera jusqu'à 10 000 ouvriers.
La gestion hasardeuse de Julien Bessonneau fils entame la prospérité de l'entreprise. Il démissionne en 1921.
Président de la Société des Cargos Français, il est condamné à 4 mois de prison pour distribution de dividendes fictifs en 1923.
A l'instar de son père, impliqué dans la valorisation du sport dans l'entreprise, son fils est mécène du Fémina Sport. En 1918, Pierre Payssé le convint de financer l'aménagement d'un stade à Paris, qui deviendra le stade Élisabeth, du nom de l'épouse de l'industriel,.
Julien Bessonneau fils meurt le 24 août 1960 en son domicile dans le 16e arrondissement de Paris.

## Décorations
- Chevalier de la Légion d'honneur en 1913[7]
- Croix de guerre 1914–1918

## Sources
- « Julien Bessonneau (homme politique) », dans le Dictionnaire des parlementaires français (1889-1940), sous la direction de Jean Jolly, PUF, 1960 [détail de l’édition]